# 普里維利亞
普里維利亞（羅馬化：Pryvillia），又按俄语名译为普里沃利耶（羅馬化：Privolye），是乌克兰东部盧甘斯克州北顿涅茨克区利西昌斯克市鎮内的城市，乌克兰行政区划改革前隶属于利西昌斯克市议会。该市面积为6平方公里，海拔高度169米，2022年人口数量为6,520人。

## 城市名称
该市在1778年被命名为普里沃利诺耶。1963年，该镇被升格为城市，而其名称也随之改为现名。

## 歷史
在2022年俄羅斯入侵烏克蘭期間，俄羅斯軍隊炮擊了這座城市，導致兩名分別為11歲和14歲的少年被殺。
經過數月的失敗後，俄軍在6月底至7月初之間終於成功越過頓涅茨河，並開始佔領該市。
8月初，啤令貓的小組報告聲稱：早前網上流傳了一條視頻顯示有俄軍人員残害和隨後謀殺一名烏克蘭士兵，而該片段已被定位到該市的療養院。

## 人口統計
據2001年烏克蘭人口普查，該村居民母語的分布為：
- 俄语 - 78.7%
- 乌克兰语 - 20.7%